# Mitko Tsenov
Mitko Tsenov (né le 13 juin 1993 à Mezdra) est un athlète bulgare, spécialiste du demi-fond et du steeple.

## Carrière
Il détient le record national sur 3 000 m steeple en 8 min 20 s 87 depuis le 12 juin 2014.
Il remporte plusieurs titres aux championnats des Balkans : le 3 000 m steeple en 2013, 2014, 2015, 2018, le 1 500 m en 2017 et le 5 000 m en 2016.

## Palmarès
| Date | Compétition                            | Lieu         | Résultat | Épreuve     | Temps          |
| ---- | -------------------------------------- | ------------ | -------- | ----------- | -------------- |
| 2011 | Championnats du monde de cross-country | Punta Umbría | 86e      | 8 km        | 26 min 06      |
| 2012 | Championnats d'Europe de cross-country | Budapest     | 2e       | 6 km        | 18 min 08      |
| 2013 | Championnats d'Europe de cross-country | Belgrade     | 2e       | 6 km        | 24 min 07      |
| 2013 | Championnats des Balkans               | Stara Zagora | 1er      | 3 000 m st. | 8 min 46 s 69  |
| 2014 | Championnats des Balkans               | Pitești      | 1er      | 3 000 m st. | 8 min 52 s 33  |
| 2014 | Championnats d'Europe                  | Zurich       | 9e       | 3 000 m st. | 8 min 34 s 16  |
| 2015 | Championnats d'Europe espoirs          | Tallinn      | 1er      | 3 000 m st. | 8 min 37 s 79  |
| 2015 | Championnats des Balkans               | Pitești      | 1er      | 3 000 m st. | 8 min 29 s 73  |
| 2016 | Championnats des Balkans               | Pitești      | 1er      | 5 000 m     | 14 min 29 s 86 |
| 2017 | Championnats d'Europe par équipes      | Vaasa        | 2e       | 3 000 m st. | 8 min 37 s 47  |
| 2017 | Championnats des Balkans               | Novi Pazar   | 1er      | 1 500 m     | 3 min 50 s 81  |
| 2018 | Championnats des Balkans en salle      | Istanbul     | 5e       | 1 500 m     | 3 min 54 s 85  |
| 2018 | Championnats des Balkans               | Stara Zagora | 1er      | 3 000 m st. | 8 min 45 s 50  |
| 2019 | Championnats des Balkans en salle      | Istanbul     | 1er      | 3 000 m     | 8 min 01 s 20  |
| 2019 | Championnats des Balkans               | Pravetz      | 3e       | 3 000 m st. | 8 min 54 s 97  |

## Records
| Épreuve         | Temps         | Lieu         | Date            |
| --------------- | ------------- | ------------ | --------------- |
| 1 500 m         | 3 min 42 s 34 | Stara Zagora | 19 juillet 2014 |
| 3 000 m steeple | 8 min 20 s 87 | Huelva       | 12 juin 2014    |